# Enakostranični trikotnik
Enakostránični trikótnik je trikotnik, pri katerem so vse tri stranice enako dolge.
V enakostraničnem trikotniku tako velja:
{\displaystyle a=b=c\!\,.}
Tudi vsi trije notranji koti so enako veliki:
{\displaystyle \alpha =\beta =\gamma ={\frac {\pi }{3}}=60^{\circ }\!\,.}
Enakostranični trikotnik je poseben primer enakokrakega trikotnika, tako se lahko hitro izračuna, da je višina na katerokoli stranico enaka:
{\displaystyle v_{a}={\frac {a{\sqrt {3}}}{2}}\!\,}
in da ploščina meri:
{\displaystyle p={\frac {a^{2}{\sqrt {3}}}{4}}\!\,.}
Težišče, središče očrtanega kroga in središče včrtanega kroga ležijo v isti točki na nosilki višine na stranico, tako da je ta točka od stranice oddaljena tretjino višine oziroma dve tretjini višine od nasprotnega oglišča. Polmer očrtanega kroga meri: 
{\displaystyle R={\frac {2v_{a}}{3}}={\frac {a{\sqrt {3}}}{3}}\!\,.}
Polmer včrtanega kroga pa meri:
{\displaystyle r={\frac {R}{2}}={\frac {v_{a}}{3}}={\frac {a{\sqrt {3}}}{6}}\!\,.}
Enakostranični trikotnik je kot vsi trikotniki bicentričen. Ker je pravilni mnogokotnik, sta pri njem tudi očrtana in včrtana krožnica istosrediščni, razdalja med središčema krožnic pa je enaka:
{\displaystyle d=0\!\,.}